# Kościół św. Maurycego w Ingolstadt

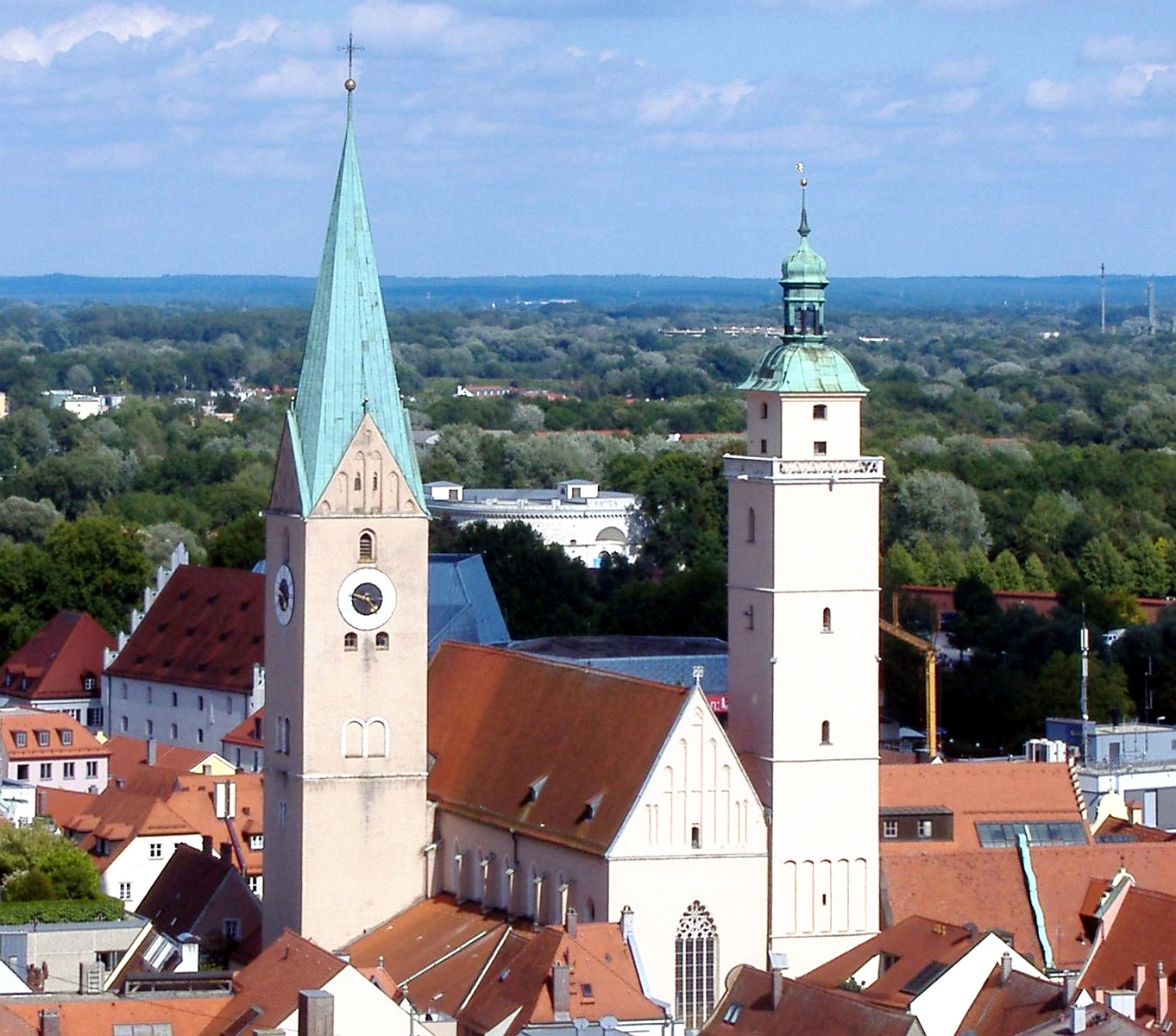
Kościół św. Maurycego w Ingolstadt

Kościół św. Maurycego (niem. Die Moritzkirche) – kościół katolicki w centrum starego miasta w Ingolstadt w Bawarii, w Niemczech. Określany powszechnie jako Untere Pfarr („Niższa Fara”). Najstarszy kościół w Ingolstadt, a do czasu ukończenia budowy Kościoła Najświętszej Marii Panny (dzisiejszej Münster czyli Obere Pfarr – „Wyższej Fary”) jedyny kościół w obrębie murów miejskich.
Kościół ma formę gotyckiej, trójnawowej bazyliki z licznymi, dobrze widocznymi elementami romańskimi. W swym pierwotnym kształcie pochodził z IX w., tj. z okresu tuż po założeniu miasta. W 1148 r. patronami kościoła byli jeszcze św. Salwator i św. Maria, jednak z biegiem czasu ustąpili miejsca św. Maurycemu, dzisiejszemu patronowi miasta. Swój obecny kształt kościół otrzymał w 1234 r., jest więc najstarszą zachowaną praktycznie bez zmian budowlą w Ingolstadt. Wydłużone prezbiterium zamknięte jest trójbocznie, nawy sklepione krzyżowo. W prostym wnętrzu zwraca uwagę dziesięć masywnych, okrągłych kolumn podtrzymujących sklepienie nawy głównej, wykonanych z łamanego kamienia wapiennego. Czworoboczna wieża, przykryta wysokim dachem namiotowym, do wysokości 25 m również wzniesiona jest z łamanego kamienia, podczas gdy nowsze wątki murów wznoszone były już z cegły. Z drugiej strony do kościoła przylega dawna miejska wieża strażnicza – tzw. Pfeifturm.
W XVIII w. wnętrze kościoła otrzymało nowy, rokokowy wystrój, którego autorem był Johann Baptist Zimmermann, jednak już w 1880 r. prawie wszystkie te elementy zostały usunięte. Zachowana figura Immaculaty autorstwa Josefa Friedricha Canzlera uchodzi za jedną z najpiękniejszych rzeźb rokokowych w całej Bawarii.
W kościele znajduje się grobowiec Franza von Mercy (zm. 1645), generała, naczelnego wodza armii bawarskiej i feldmarszałka armii cesarsko-bawarskiej Ligi Katolickiej w czasach wojny trzydziestoletniej.
Z kościołem, przy którym już w 1328 r. istniała szkoła parafialna, łączą się początki szkolnictwa w mieście.
W latach 1685-1688 organistą w tym kościele był Johann Joseph Fux.